# Bobby Prince
Bobby Prince har bl.a. lavet musikken til computerspillene Commander Keen 4-6, Catacomb 3D, Wolfenstein 3D, Spear of Destiny, Doom, Rise of the Triad, Doom II, Duke Nukem II og Duke Nukem 3D. Musikken er datalogisk og lagret digitalt i MIDI-formatet.